# Gregor Schlierenzauer

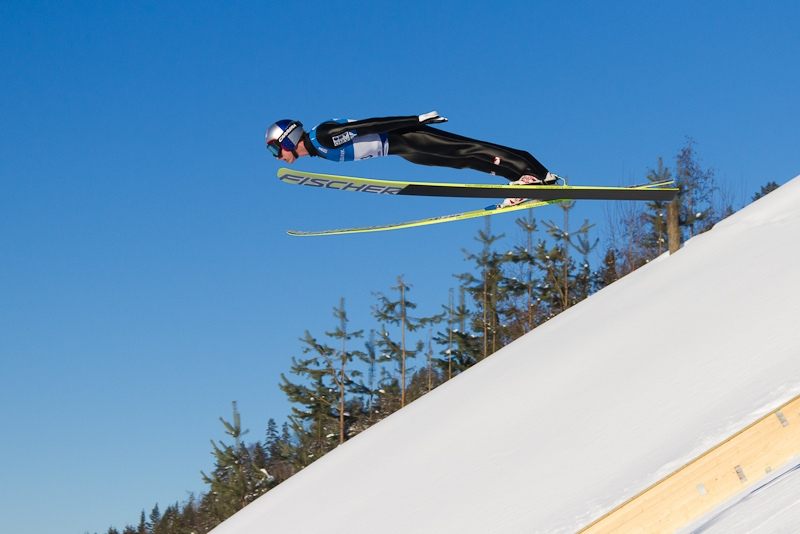
Gregor Schlierenzauer under världscupen i skidflygning 2011 i Vikersundbacken i Norge.

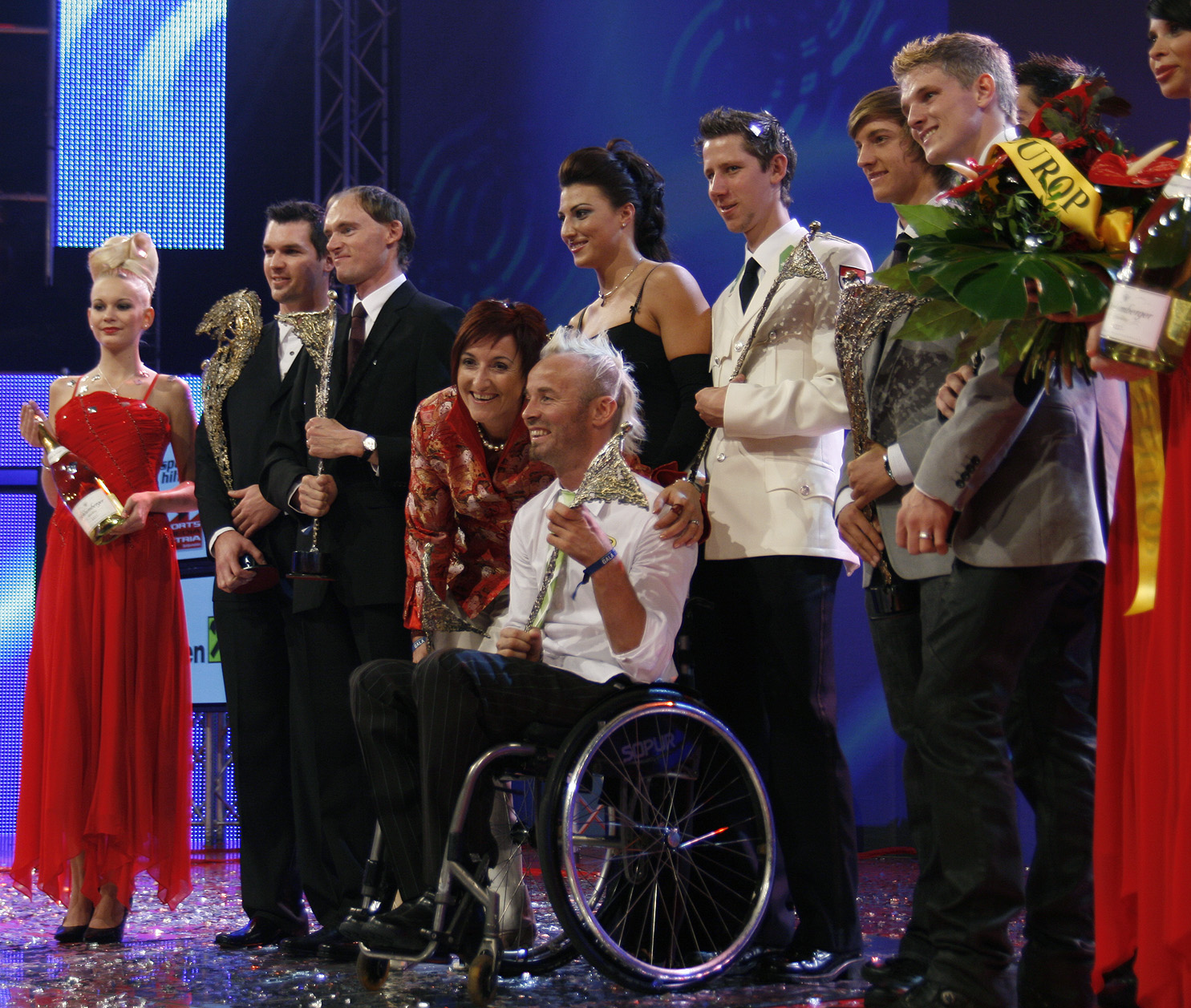
Galakväll vid utdelning av priset Sportler des Jahres 2008, där österrikiska backhoppningslaget fick priset som "Årets manskap".

Gregor Schlierenzauer, född 7 januari 1990 i Innsbruck, Österrike, är en österrikisk backhoppare. Han räknas som en av backhoppningshistoriens allra bästa utövare. Han är den yngsta som har vunnit Världsmästerskapen i skidflygning. Klubben han representerar är SV Innsbruck-Bergisel. 

## Karriär
Gregor Schlierenzauer tävlade i sitt första junior-VM i Rovaniemi i Finland mars 2003. Han blev nummer 20 i individuella tävlingen och nummer 4 i laghoppningen. Schlierenzauer blev dubbel junior-världsmästare 2006 i Kranj i Slovenien. Han vann i normalbacken och i lagtävlingen. Han hoppade i Sommar-Grand-Prix sommaren 2006 och tog en delseger i Courchevel i Frankrike 16 augusti. Han har tillsammans 11 delsegrar i sina 6 säsonger i Sommar-Grand-Prix. Han vann tävlingen sammanlagt 2008.
Världscupen
Schlierenzauer debuterade i världscupen 12 mars 2006 i Holmenkollen i Oslo. han blev nummer 24 i sin första världscuptävling. 
Han slutade på fjärde plats i den sammanlagda världscupen säsongen 2006/2007, på andra plats säsongen 2007/2008 innan han säsongen 2008/2009 blev totalsegrare. Då slog han även Finlands Janne Ahonens rekord från säsongen 2004/2005 på totalt 12 deltävlingssegrar under en säsong, samt blev först med att nå över 2.000 poäng (2.083) i världscupen. Han var på prispallen 20 gångar på en säsong (2008/2009).
Schlierenzauer har 6 säsonger i världscupen och har placerat sig bland de fyra bästa sammanlagt fyra av säsongerna. Han har för närvarande (mars 2012) 40 delsegrar i världscupen. Han närmar sig Finlands Matti Nykänen som har flest världscupsegrar av alla, 46 stycken. Gregor Schlierenzauer har även 13 världscupsegrar i lagtävling. I världscupen i skidflygning har han tävlat 3 säsonger. Han vann totalt 2009 och 2011 och blev tvåa 2010.
Skid-VM
Gregor Schlierenzauer tävlade i sin första VM-tävling i Sapporo i Japan 24 februari 2007. Han blev nummer 10 i stora backen och nummer 8 i normalbacken. I lagtävlingen vann österrikarna (Wolfgang Loitzl, Gregor Schlierenzauer, Andreas Kofler och Thomas Morgenstern) guldet, klart före Norge och Japan. Under Skid-VM 2009 i Liberec i Tsjeckien blev österrikarna (Wolfgang Loitzl, Martin Koch, Thomas Morgenstern och Gregor Schlierenzauer) igen världsmästare, och igen före Norge och Japan. Schlierenzauer vann också en silvermedalj i normalbacken, 7,0 poäng efter landsmannen Wolfgang Loitzl. I stora backen blev han nummer fyra (0,9 poäng från prispallen) i en tävling där bara en omgång kunde genomföras på grund av kraftigt snöoväder.
Under VM-tävlingarna i Holmenkollen 2011 var österrikarna suveräna i backhoppningen och tog hem samtliga fem guldmedaljer. Även i den nordiska kombinationen var Österrike starkt och tog hem de båda laggulden. Gregor Schlierenzauer, Martin Koch, Andreas Kofler och Thomas Morgenstern tog hem båda laggulden med god marginal, i normalbacken med 25,0 poäng och i stora backen med 43,6 poäng, i båda backarna före hemmalaget. Schlierenzauer vann en rysare av en tävling i stora backen före landsmannen Thomas Morgenstern. Marginalen var 0,3 poäng. I normalbacken blev Schlierenzauer nummer 8 i en tävling där Thomas Morgenstern och Andreas Kofler vann en dubbel för Österrike.
Olympiska spelen
Gregor Schlierenzauer deltog i olympiska spelen i Vancouver 2010. I båda individuella tävlingarna vann han en bronsmedalj. I båda backarna vann Simon Ammann från Schweiz guldet och Adam Małysz från Polen vann silvermedaljerna. I lagtävlingen vann österrikarna med Wolfgang Loitzl, Andreas Kofler, Thomas Morgenstern och Gregor Schlierenzauer i laget. Guldvinnarna var hela 72,1 poäng före tyska laget och 77,6 poäng före norrmännen.
Tysk-österrikiska backhopparveckan
Schlierenzauer debuterade i tysk-österrikiska backhopparveckan i Oberstdorf 30 december 2006 och vann tävlingen Samma han vann även fjärde tävlingen i backhopparveckan den säsongen, i Bischofshofen. Han blev nummer 2 totalt efter Anders Jacobsen. Säsongen 2007/2008 började Tysk-österrikiska backhopparveckan bra för Schlierenzauer. Han blev tvåa i deltävlingen i Oberstdorf och vann i Garmisch-Partenkirchen. I Innsbruck blev han nummer 5. I sista tävlingen i Paul-Ausserleitner-Schanze i Bischofshofen blev första omgången genomförd trots mycket sämre förhållanden för de sist startande. Några av de bästa hopparna (Gregor Schlierenzauer, Tom Hilde och Simon Ammann) föll långt tillbaka i sammandraget. Schlierenzauer slutade på 12:e plats sammanlagt.
Säsongen 2008/2009 i backhopparveckan hade Gregor Schlierenzauer tre fjärdeplatser och en andraplats i deltävlingarna. Sammanlagt blev han nummer 3 efter landsmannen Wolfgang Loitzl, som vann tre av fyra deltävlingar, och Simon Ammann. Säsongen 2009/2010 vann Schlierenzauer tävlingarna i Garmisch-Partenkirchen och i Innsbruck, men tappade många poäng i första tävlingen (i Oberstdorf) och blev nummer 4 sammanlagt, bara 0,5 poäng från prispallen. Säsongen 2010/2011 deltog han bara i de två sista deltävlingarna i backhopparveckan och blev nummer 36 sammanlagt. Men säsongen 2011/2012 var han med från starten och vann de två första deltävlingarna. En andraplats och en tredjeplats i de två sista tävlingarna säkrade Schlierenzauer hans första triumf i backhopparveckan. Han vann sammanlagt med god marginal före landsmännen Thomas Morgenstern (25,8 poäng bak Schlierenzauer) och Andreas Kofler (37,2 poäng bak).
Säsongen 2012/2013 blev han återigen tävlingens slutsegrare.
VM i skidflygning
Gregor Schlierenzauer deltog i sitt första VM i skidflygning i Heini Klopfer-backen i Oberstdorf 2008. Han vann individuella tävlingen (före landsmannen Martin Koch och Janne Ahonen från Finland) och tillsammans med Martin Koch, Thomas Morgenstern och Andreas Kofler vann han lagtävlingen före Finland och Norge. I VM i Letalnica bratov Gorišek i Planica, Slovenien 2010 vann det österrikiska laget igen, med Wolfgang Loitzl i laget i stället för Andreas Kofler. Norge blev tvåa före Finland. I individuella tävlingen blev Gregor Schlierenzauer efter Simon Ammann.
Under Världsmästerskapen i skidflygning i Vikersund 2012 blev Gregor Schlierenzauer världsmästare i laghoppningen tillsammans med lagkompisarna Thomas Morgenstern, Andreas Kofler och Martin Koch, som alla var med i laget som vann VM-guldet 2008. Österrikarna var 23,2 poäng före Tyskland och 68,0 poäng före Slovenien. Schlierenzauer blev nummer 18 i individuella tävlingen.
Andra tävlingar
Schlierenzauer har 8 individuella österrikiska mästerskap, normalbacken 2006, 2008, 2009 och 2010, stora backen 2006, 2007, 2008 och 2009. Han har sammanlagt två segrar i Nordic Tournament (svenska: Nordiska turneringen), 2008 och 2009. Han har 13 delsegrar i världscupen under en säsong (2008/2009) vilket är rekord. Hans längsta hopp mättes till 243,5 meter i Vikersundbacken 2011. Hoppet är österrikisk längdrekord.

## Övrigt
Gregor Schlierenzauer blev svårt skadad i knät mars 2009 då han föll under träning i Ramsau am Dachstein. Han bosatte sig i staden Fulpmes, som är en by och kommun i distriktet Innsbruck-Land i Tyrolen.

## Utmärkelser
- 2007: Ehrenzeichen für Verdienste um die Republik Österreich i guld - en statlig utmärkelse tilldelad av Republiken Österrike.
- 2007: Sportler des Jahres (svenska: Årets idrottare) i kategorin Aufsteiger (nykomling)
- 2008: Sportler des Jahres i kategorin Mannschaft (manskap) som del av Österrikes backhoppningslag.
- 2009: Sportler des Jahres i kategorin Mannschaft (manskap) som del av Österrikes backhoppningslag.